# کراس‌مدیابار

لوگویی که بر روی دستگاه‌هایی که از کراس‌مدیابار استفاده می‌کنند دیده می‌شود.

کراس‌مدیابار (انگلیسی: XrossMediaBar) (XMB) یک رابط کاربر گرافیکی است که توسط سونی اینتراکتیو انترتینمنت توسعه یافته‌است. این رابط کاربری آیکن‌هایی را که به شکل افقی سراسر صفحه تنظیم شده‌اند را دارد.در این رابط کاربری، به جای مکان‌نما از جهت‌یاب استفاده می‌شود. از نماک‌ها برای رده‌بندی قابلیت‌های قابل استفاده کاربر استفاده می‌شود. هنگامی که یک نماک انتخاب می‌شود،چندین نماک دیگر بالا و پایین آن به صورت عمودی دیده می‌شوند.آن نماک‌ها به صورت بالا و پایین رفتن قابل انتخاب هستند.